# Сборная Португалии по футболу (до 21 года)
Сборная Португалии по футболу до 21 года (порт. Seleção Portuguesa de Futebol Sub-21) — команда, в составе которой могут выступать футболисты Португалии в возрасте 21 года и младше. Собирается команда под руководством португальской футбольной федерации. Многие игроки из молодёжной сборной Португалии впоследствии выступают за основную сборную страны.
Молодёжная сборная Португалии по футболу была создана после реорганизации молодёжных турниров УЕФА в 1976 году. Первую игру португальцы сыграли вничью 1:1 со сборной Дании в Лиссабоне.

## История
До 1994 года сборная выступала довольно плохо, не сумев пробиться ни на один молодёжный чемпионат Европы.
В 1994 году команда впервые пробилась в финальную часть чемпионата Европы во Франции, заняв в квалификационной группе второе место и проиграв всего один матч победителю группы — сборной Италии. Португальцы вышли в 1/4 финала чемпионата Европы, как одна из лучших команд, занявших второе место. В 1/4 финала было одержано две победы над сборной Польши с общим счётом 5:1. В полуфинале голы Жуан Пинту и Руя Кошты помогли одержать победу над испанцами со счётом 2:0. В финале Португалия вновь встречалась с соперниками по отборочной группе итальянцами и уступила в дополнительное время 1:0.
В 1996 году португальцы заняли в квалификационной группе первое место и вышли в 1/4 финала чемпионата Европы, где встречались с итальянцами. Первый матч завершился победой Португалии 1:0, но в ответном матче «Скуадра Адзурра» одержала победу 2:0 и прошла дальше, сумев вновь выиграть тот турнир.
В 1998 году сборная Португалии не смогла выйти из квалификационной группы, заняв третье место после Германии и Украины. В 2000 году португальцы заняли в квалификационной группе второе место и вышли в квалификационный плей-офф, где уступили по сумме двух матчей в дополнительное время сборной Румынии.
В 2002 году Португалия заняла первое место в квалификационной группе. В квалификационном плей-офф португальцы проиграли первый матч Испании 2:1, но в ответном матче сумели одержать победу 1:0 и, за счёт гола забитого на чужом поле, вышли в финальную часть чемпионата Европы. В группе Португалия сыграла 1:1 с Италией, проиграла Швейцарии 0:2 и выиграла у Англии, заняв в итоге третье место, и вылетела из турнира.
В 2004 году португальцы в отборочной группе заняли второе место после сборной Турции. В квалификационном плей-офф Португалия сыграла вничью со сборной Франции, обе встречи завершились 1:2, а в серии послематчевых пенальти одержали победу 4:1. В групповом раунде финальной части чемпионата Европы Португалия проиграла сборной Швеции 1:3, сыграла вничью со Швейцарией 3:3 и обыграла Германию 2:1. Заняв в итоге второе место в группе, Португалия вышла в полуфинал турнира, где уступила итальянцам 1:3. В матче за 3-место была обыграна сборная Швеции.
В 2006 и в 2007 годах португальцы пробивались в финальную часть чемпионата Европы, но оба раза занимали в группе 3-е место и выбывали из турнира.

## Состав
Следующие футболисты были вызваны в сборную на чемпионат Европы 2023:
| 1  | Вр  | Селтон Биай         | 13 августа 2000 (24 года) | 9  | -2 | Витория (Гимарайнш)     |  |  |
| 12 | Вр  | Самуэл Суареш       | 15 июня 2002 (23 года)    | 5  | -5 | Бенфика                 |  |  |
| 22 | Вр  | Франсишку Мейшеду   | 19 мая 2001 (24 года)     | 0  | 0  | Порту                   |  |  |
|    |     |                     |                           |    |    |                         |  |  |
| 5  | Защ | Нуну Тавариш        | 26 января 2000 (25 лет)   | 12 | 1  | Олимпик Марсель         |  |  |
| 16 | Защ | Алешандре Пенетра   | 9 сентября 2001 (23 года) | 5  | 0  | Фамаликан               |  |  |
| 15 | Защ | Леонарду Лелу       | 30 марта 2000 (25 лет)    | 5  | 0  | Каза Пия                |  |  |
| 2  | Защ | Бернарду Витал      | 29 декабря 2000 (24 года) | 3  | 0  | Эшторил-Прая            |  |  |
| 14 | Защ | Томаш Араужу        | 16 мая 2002 (23 года)     | 2  | 0  | Жил Висенте             |  |  |
| 3  | Защ | Андре Амаро         | 13 августа 2002 (22 года) | 1  | 0  | Витория (Гимарайнш)     |  |  |
|    |     |                     |                           |    |    |                         |  |  |
| 6  | ПЗ  | Тиагу Данташ        | 24 декабря 2000 (24 года) | 14 | 0  | ПАОК                    |  |  |
| 8  | ПЗ  | Паулу Бернарду      | 24 января 2002 (23 года)  | 12 | 5  | Пасуш де Феррейра       |  |  |
| 18 | ПЗ  | Андре Алмейда       | 30 мая 2000 (25 лет)      | 12 | 2  | Валенсия                |  |  |
| 10 | ПЗ  | Афонсу Соуза        | 3 мая 2000 (25 лет)       | 11 | 3  | Лех                     |  |  |
| 13 | ПЗ  | Зе Карлос           | 30 октября 2001 (23 года) | 6  | 0  | Витория (Гимарайнш)     |  |  |
| 21 | ПЗ  | Вашку Соуза         | 3 апреля 2003 (22 года)   | 6  | 0  | Порту                   |  |  |
| 4  | ПЗ  | Саму Кошта          | 27 ноября 2000 (24 года)  | 3  | 1  | Альмерия                |  |  |
| 17 | ПЗ  | Жуан Невиш          | 27 сентября 2004 (20 лет) | 0  | 0  | Бенфика                 |  |  |
|    |     |                     |                           |    |    |                         |  |  |
| 11 | Нап | Франсишку Консейсан | 14 декабря 2002 (22 года) | 16 | 3  | Аякс                    |  |  |
| 9  | Нап | Энрике Араужу       | 19 января 2002 (23 года)  | 13 | 7  | Уотфорд                 |  |  |
| 20 | Нап | Фабиу Силва         | 19 июля 2002 (22 года)    | 12 | 6  | ПСВ                     |  |  |
| 19 | Нап | Витинья             | 15 марта 2000 (25 лет)    | 8  | 4  | Олимпик Марсель         |  |  |
| 7  | Нап | Педру Нету          | 9 марта 2000 (25 лет)     | 6  | 3  | Вулверхэмптон Уондерерс |  |  |
| 23 | Нап | Диегу Морейра       | 6 августа 2004 (20 лет)   | 0  | 0  | Бенфика                 |  |  |

Позиции игроков приведены в соответствии с официальным сайтом УЕФА. Возраст футболистов и клуб указаны по состоянию на день начала финального турнира чемпионата (19 июня 2023 года).

## Достижения
- Чемпион Мира среди молодёжи: 1989, 1991
- Серебряный призёр чемпионата Мира среди молодёжи: 2011
- Бронзовый призёр чемпионата Мира среди молодёжи: 1995
- Серебряный призёр Чемпионата Европы среди молодёжи: 1994
- Бронзовый призёр Чемпионата Европы среди молодёжи: 2004